# Anisococcus abnormalis
Anisococcus abnormalis är en insektsart som beskrevs av Mckenzie 1964. Anisococcus abnormalis ingår i släktet Anisococcus och familjen ullsköldlöss. Inga underarter finns listade i Catalogue of Life.